# Clossiana erubescens
Clossiana erubescens is een vlinder uit de familie van de Nymphalidae. De wetenschappelijke naam van de soort is voor het eerst geldig gepubliceerd in 1901 door Otto Staudinger.